# Resolution 1850 des UN-Sicherheitsrates
Die Resolution 1850 des UN-Sicherheitsrates wurde am 16. Dezember 2008 auf der 6045. Sitzung des UN-Sicherheitsrates mit 14 Stimmen ohne Gegenstimme angenommen, mit einer Enthaltung (Libyen). In ihr wird auf die Einhaltung des Fahrplans für eine dauerhafte Zwei-Staaten-Lösung zur Beilegung des israelisch-palästinensischen Konflikts entsprechend der „Gemeinsamen Erklärung von Annapolis“ gedrungen und verstärkte diplomatische Bemühungen für einen umfassenden, gerechten und dauerhaften Frieden im Nahen Osten gefordert.

## Vorgeschichte
Um den Nahost-Friedensprozess wiederzubeleben, hatte US-Präsident George W. Bush 2007 zu einer Konferenz nach Annapolis eingeladen. Zum Abschluss hatten Israels Ministerpräsident Ehud Olmert und der Präsident der Palästinensischen Autonomiebehörde Mahmud Abbas am 27. November 2007 in einer gemeinsamen Erklärung bekannt gegeben, dass vereinbart wurde, sofort bilateralen Verhandlungen für einen Friedensvertrag einzuleiten und dass alle Anstrengungen unternommen werden, um noch vor Ende 2008 ein Abkommen zu schließen. Noch in einer Erklärung des Nahost-Quartetts in Scharm asch-Schaich vom 9. November 2008 wird ausgeführt, dass sich die bilateralen Verhandlungen auf einem guten Weg befinden.
Im November 2008 eskalierte der Konflikt um den Gazastreifen erneut bis zum Beginn der Operation Gegossenes Blei am 27. Dezember 2008. Am 4. Dezember 2008 kam es in Hebron zwischen israelischen Siedlern und Palästinensern zu schweren Auseinandersetzungen.

## Die Resolution
Zunächst wird auf die Gültigkeit der vorhergehenden Resolutionen 242 (1967), 338 (1973), 1397 (2002) und 1515 (2003), sowie die Grundsätze von Madrid (Prinzipienerklärung über die vorübergehende Selbstverwaltung) hingewiesen.
Dann wird die Einhaltung der Verpflichtungen gemäß der „Gemeinsamen Erklärung von Annapolis“ gefordert. Alle Staaten und internationale Organisationen werden aufgefordert, die palästinensische Regierung zu unterstützen und beim Aufbau palästinensischer Institutionen beizutragen. Mit Nachdruck wird zudem eine Verstärkung der diplomatischen Bemühungen gefordert um die gegenseitig Anerkennung und die Koexistenz aller Staaten in der Region zu fördern.